# Impertinents

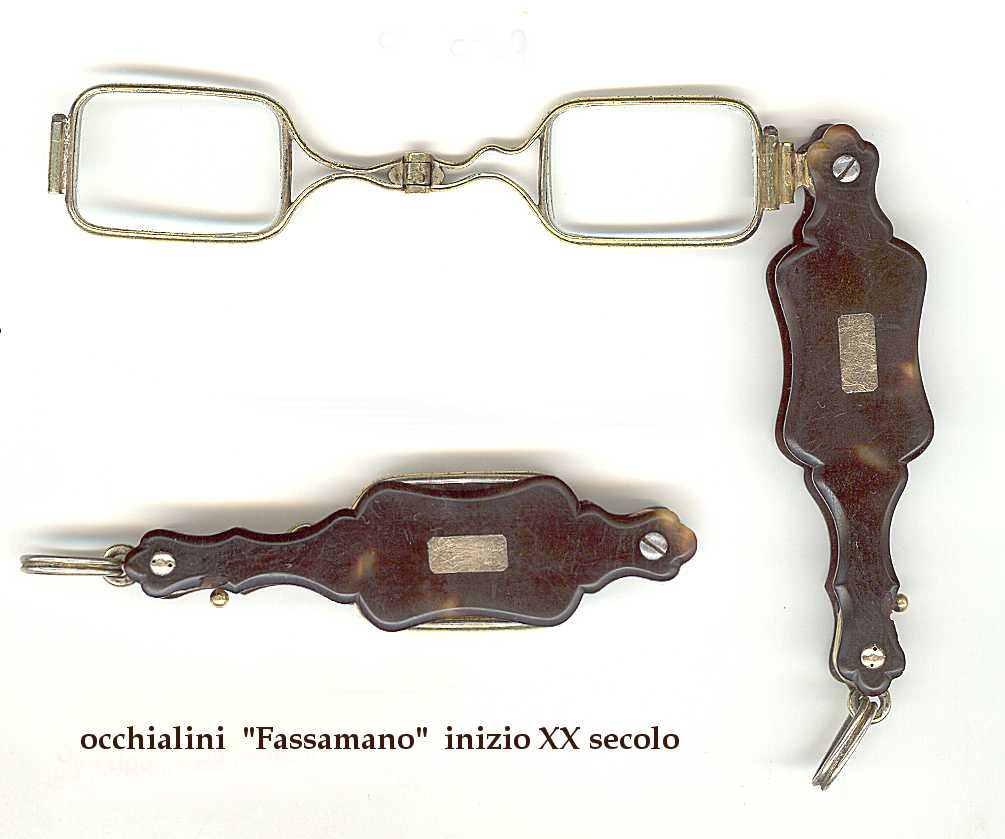
Impertinents de closca de tortuga, de voltant de 1900

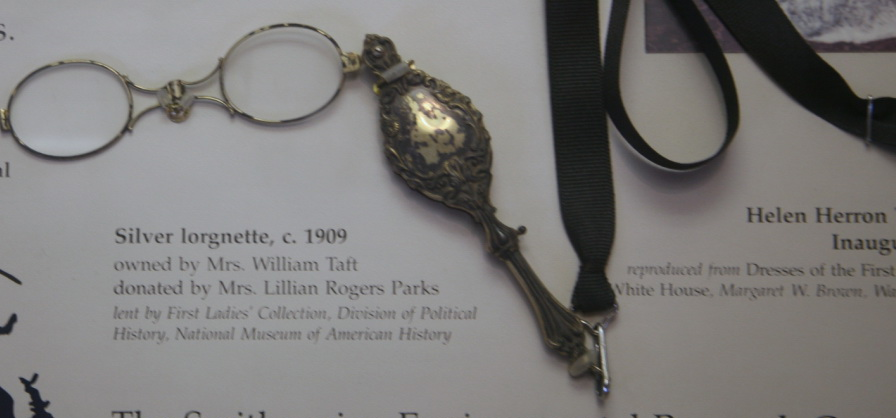
Impertinents de plata, de voltant de 1909

Uns  impertinents  són unes ulleres amb un mànec (normalment vertical, encara que plegable), que serveix per mantenir-los en el seu lloc, en comptes de col·locar-se pinçats al nas o a les orelles. Van ser inventats per un anglès de nom George Adams. A la majoria de països se'ls diu lorgnette  que deriva del francès Lorgner, que vol dir fer una ullada de reüll, i del francès mitjà,  lorgne , aclucar els ulls. El terme català impertinents fa relació al fet que la gent, normalment els portava a la mà, i se'ls posava a la cara quan volia veure alguna cosa o algú amb més detall i aquest moviment, en no poder dissimular el gest i la direcció cap a on es mirava, la gent s'adonava que se l'observava i era considerat una impertinència.
Els  impertinents  s'utilitzaven generalment com una peça de joieria, en lloc d'emprar-los per millorar la visió. Generalment, les senyores que volien anar a la moda, els preferien a les ulleres. Eren molt populars a les festes de disfresses i s'utilitzaven sovint a l'òpera (convertint-se en el model actual de binoculars). Van ser usats popularment al segle xix.
Els impertinents van ser emprats amb afectació, i com a suport, per l'advocat de principis del segle XX Earl Rogers, i la seva filla Adela Rogers St Johns els va triar per la coberta de la seva biografia, 'Veredicte final, escrita per ella.